# Novalena nova
Novalena nova är en spindelart som först beskrevs av O. Pickard-Cambridge 1896.  Novalena nova ingår i släktet Novalena och familjen trattspindlar.
Artens utbredningsområde är Guatemala. Inga underarter finns listade i Catalogue of Life.